# Metropoolregio Rijn-Ruhr

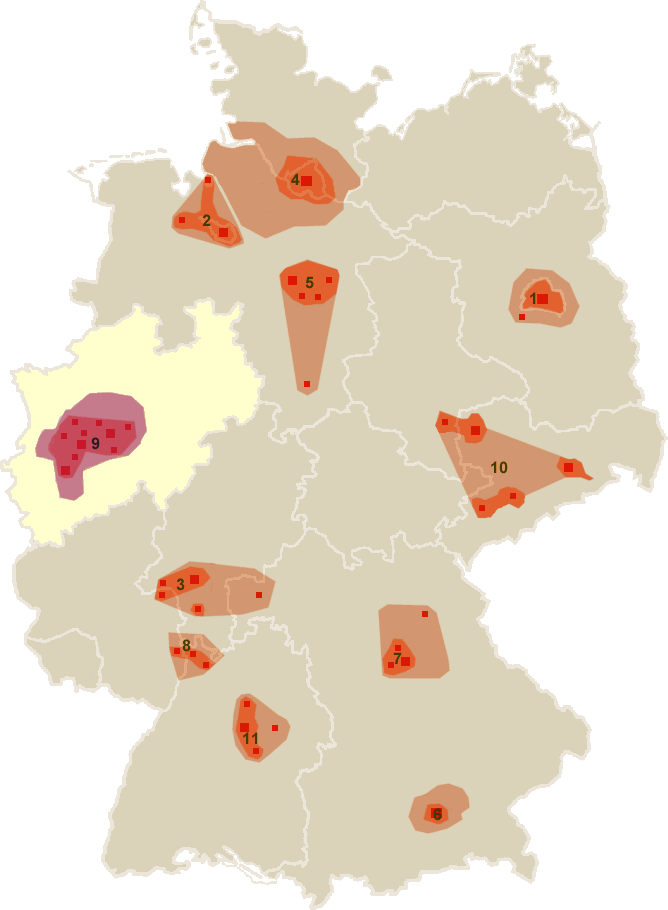
Metropoolregio's in Duitsland
1.Berlin/Brandenburg
2.Bremen/Oldenburg
3.Frankfurt/Rhein-Main
4.Hamburg
5.Hannover
6.München
7.Nürnberg
8.Rhein-Neckar-Dreieck
9.Rhein-Ruhr
10.Sachsendreieck
11.Stuttgart

De Metropoolregio Rijn-Ruhr (Duits: Metropolregion Rhein-Ruhr) is een van de grootste metropoolgebieden in de EU en ligt in de deelstaat Noordrijn-Westfalen in Duitsland.
Het gebied omvat 7000 km² en er wonen meer dan 10 miljoen mensen. Daarmee is het het dichtstbevolkte deel van Duitsland (1.436 mensen per km²). De belangrijkste steden in dit gebied zijn Keulen, Dortmund, Düsseldorf en Essen. Het is een van de economische knooppunten van het land, en hier komt allerlei verkeer samen (snelwegen, treinen, vliegtuigen, schepen enz.).

## Steden met meer dan 1.000.000 inwoners

### Rijnvallei
- Keulen (1.017.155)

## Steden met meer dan 500.000 inwoners

### Ruhrgebied (Westfaalse deel)
- Dortmund (580.956)

### Ruhrgebied (Rheinse deel)
- Essen (573.468)

### Rijnvallei
- Düsseldorf (hoofdstad bondsstaat) (592.393)

## Steden met meer dan 100.000 inwoners

### Ruhrgebied (Westfaalse deel)
- Bochum (361.876)
- Bottrop (116.017)
- Gelsenkirchen (257.651)
- Hagen (186.716)
- Hamm (176.580)
- Herne (154.608)
- Recklinghausen (114.147)

### Ruhrgebied(Rheinse deel)
- Moers (102.923)
- Mülheim an der Ruhr (167.108)
- Oberhausen (209.292)
- Duisburg (485.465)

### Bergisches Land
- Bergisch-Gladbach (109.697)
- Remscheid (109.009)
- Solingen (156.771)
- Wuppertal (345.425)

### Rijnvallei
- Bonn (313.958)
- Krefeld (222.500)
- Leverkusen (161.540)
- Mönchengladbach (256.853)
- Neuss (152.644)

## Bron
- https://web.archive.org/web/20160213205235/http://www.megacities.uni-koeln.de/